# Фружин
Фружин — сын последнего тырновского царя Ивана Шишмана, вероятно, от второго его брака с Драганой Хреблянович, дочери деспота Стефана Лазаревича. После падения Никополя отправился в изгнание и жил в Венгрии и Сербии.
Около1408-1413 годов вместе с двоюродным братом Константином он возглавляет восстание против османской власти, которое поддержали различные христианские силы, однако, не приведшее к изменению статуса-кво. В 1425 г. Фружин участвует в походе на валашского господаря Дана II и трансильванского правителя Пиппо Спано против османцев. После похода был награждён императором Сигизмундом Люксембургским особняком «Липа», а чуть позже и особняком «Максонд» в границах управляемой им империи.
В 1435 г. Фружин был отправлен в рамках дипломатической миссии в Албанию, где все еще правили потомки валонского деспота Иван Комнина, сына деспота Срацимира из рода Срацимировци. Фружин также участвовал в крестовом походе Владислава Варненчика, продав своё имение «Файдаш» для финансирования похода.
После сокрушительного поражения крестоносцев под Варной, в которой погиб, в том числе и сам король Владислав III, армию возглавил Янош Хуниади, который продолжил кампанию против болгарского князя, посредством которой, очевидно, хотел снять с себя обвинение в поражении. В конце концов Фружин постепенно теряет свои позиции при венгерском дворе, и, в 1454 г. у него не отбирают особняки. В том же 1454 году в османском налоговом реестре упоминания поселения князь название Фружин в землях между Сврлиг и Пирот.
У Фружина было несколько дочерей и сыновей, один из которых носил имя «Шишман».
Умер в 1460 году в Брашове.

## Исследования
- Иван Божилов. Фамилията на Асеневци. Генеалогия и просопография (1186—1460). С., 1985.
- Пламен Павлов, Иван Тютюнджиев. Българите и османското завоевание (краят на XIII — средата на XV в.). В. Търново, 1995.
- Йордан Андреев, Иван Лазаров, Пламен Павлов. Кой кой е в средновековна България. С., 1999
- Петър Ников, Турското завладяване на България и съдбата на последните Шишмановци. Известия на историческото дружество в София, кн. VII—VIII, 1928
- Петър Николов-Зиков. Княз Фружин и неговите наследници в историята на Унгария и България (XV—XVI в.). — В: Културното наследство в съвременния град. Юбилеен сборник, посветен на 85-годишнината на ст. н.с. Магдалина Станчева. С., 2011
- Петър Николов-Зиков. Династията на Срацимировци. Властови доктрини и политически модели в Югоизточна Европа през XIV век. С., 2012
- Снежанка Генчева. Цар Шишман и Дан войвода. 23.09.1386. Силистра, 2013, ISBN

978-619-90133-1-1
- «Цар Фружин и българите в Трансилвания и Банат» — тв предаване с Пламен Павлов и Николай Овчаров, 3 януари 2014 г.